# 기내범죄
기내범죄(機內犯罪)는 비행기 특히 여객기 내에서 발생하는 범죄이다.
기내 흡연과 같은 경범죄부터 비행기 폭파의 중범죄까지 범죄의 경중이 다양하다.
- 기내범죄로서 발생하는 범죄
  - 비행기 폭파
  - 승무원 및 승객 납치
  - 테러리즘
  - 취중 난동
  - 기내흡연
  - 승무원 및 승객에 대한 폭언행위 및 폭행행위
  - 비행을 방해하는 행위
  - 기내 성행위